# Camilla Strøm Henriksen
Camilla Strøm Henriksen, född 9 januari 1968 i Oslo, är en norsk skådespelare och regissör.  
Hon vann Amandaprisen som bästa skådespelerska 1990 för sin insats i Tidlös kärlek. Mellan 2006 och 2011 har hon regisserat fyrtio avsnitt av den populära norska såpoperan Hotel Cæsar.

## Filmografi
Roller
- 1989 – Tidlös kärlek
- 1993 – Fortuna (TV-serie)
- 1993 – Telegrafisten
- 1993 – Secondløitnanten
- 1994 – Drömspel
- 1994 – I de beste familier (TV-serie)
- 1995 – Hører du ikke hva jeg sier!
- 1996 – Syndig sommer
- 1998 – Weekend
- 1998 – Venner og fiender (TV-serie)
- 1998 – Nini (TV-serie)
- 2000 – Det grovmaskiga nätet (TV)

Regi
- 2006 – Hotel Cæsar (TV-serie)
- 2010 – Hvaler (TV-serie)